# Tord Bonde (Petersson)
Tord Bonde var en svensk riddare och riksråd som levde under första halvan av 1300-talet.

## Biografi
Tord Bonde var son till Peter (Bonde), och hel- eller halvbror till Erengisle Petersson (Bonde). Äldsta kända källan som nämner Tord Bonde är från 9 augusti 1310 då han var väpnare. Nästa källa är från 20 september 1316 då han blivit riddare. År 1318 deltog han i upproret mot kung Birger Magnusson, och den 11 november samma år var han ett av de svenska ombuden vid stilleståndsfördraget i Roskilde med kungarna Birger och Erik Menved av Danmark. 
Som riksråd bevistade han herredagen i juni 1320 i Stockholm, då den unge junker Magnus Birgerssons avrättning beslöts och verkställdes. Han anslöt sig till stormannakonferensen i Skara den 20 juli 1322, då kung Magnus förmyndarregering definitivt bröt med hertiginnan Ingeborg Håkansdotter och hennes parti. 
Tord Bonde hade Örbäck i Brunneby socken i Östergötland som sin sätesgård, och innehade åtskilliga egendomar i Östergötland och även, troligen till följd av giftermålet, i Södermanland. På grund av de senare ingick han i den kommitté som 1327 utarbetade Sörmlandslagen. Tord Bonde sägs ha dött den 13 maj 1329.

## Familj
Tord Bonde var gift mellan 1316 och 1322 med Märta Röriksdotter (Rörik Birgerssons ätt), och de hade tre barn.
1. Peter Tordsson (Bonde), riddare och riksråd.
2. Rörik Tordsson (Bonde)
3. Ingeborg Tordsdotter (Bonde)